# Culicoides pseudodiabolicus
Culicoides pseudodiabolicus är en tvåvingeart som beskrevs av Fox 1946. Culicoides pseudodiabolicus ingår i släktet Culicoides och familjen svidknott. Inga underarter finns listade i Catalogue of Life.